# フォンタニーヴァ
フォンタニーヴァ（伊: Fontaniva）は、イタリア共和国ヴェネト州パドヴァ県にある、人口約8,100人の基礎自治体（コムーネ）。

## 地理

### 位置・広がり

#### 隣接コムーネ
隣接するコムーネは以下の通り。
- カルミニャーノ・ディ・ブレンタ
- チッタデッラ
- グラントルト
- サン・ジョルジョ・イン・ボスコ

### 気候分類・地震分類
フォンタニーヴァにおけるイタリアの気候分類 (it) および度日は、zona E, 2431 GGである。
また、イタリアの地震リスク階級 (it) では、zona 2 (sismicità media) に分類される。

## 姉妹都市
- バルトゥン、トルコ 2005年
- Amasra、トルコ 2005年
- Nova Pádua、ブラジル 2010年